# Chlorops krapfi
Chlorops krapfi är en tvåvingeart som beskrevs av Speiser 1924. Chlorops krapfi ingår i släktet Chlorops och familjen fritflugor. Inga underarter finns listade i Catalogue of Life.